# Agim Bubeqi
Agim Bubeqi (Valona, 7 aprile 1963) è un ex calciatore albanese, di ruolo attaccante.

## Carriera

### Nazionale
Ha collezionato 6 presenze con la Nazionale albanese.